# Dahil May Isang Ikaw
Dahil May Isang Ikaw, también distribuida en inglés como Destined Hearts, es una serie de televisión filipina transmitida por ABS-CBN desde el 24 de agosto de 2009 hasta el 15 de enero de 2010. Está protagonizada por Kristine Hermosa, Jericho Rosales, Lorna Tolentino, Gabby Concepcion, John Estrada, Chin Chin Gutierrez, Karylle y Sid Lucero.

## Elenco

### Elenco principal
- Kristine Hermosa como Angela "Ella" Alferos-Ramirez.
- Jericho Rosales como Miguel Ramirez.
- Lorna Tolentino como Tessa Ramirez.
- Gabby Concepcion como Jaime Alferos.
- John Estrada como Daniel Ramirez.
- Chin-Chin Gutierrez como Patricia Aragón-Alferos.
- Karylle como Denise Mae Alferos.
- Sid Lucero como Alfred "Red" Ramirez.

### Elenco secundario
- Lauren Young como Rachel.
- Arron Villaflor como Marco Aragón.
- Chinggoy Alonzo como Don Fernando Aragón.
- Alicia Alonzo como Doña Victoria Alferos.
- Christian Vasquez como Ed Aragón.
- Angel Jacob como Jill Aragón.
- Maricar de Mesa como Juliana Serrano.
- Kitkat como Stephanie "Stef" Miranda.
- Peewee O'Hara como Yaya Pining.
- Minnie Aguilar como Vanessa Javier.
- Kathleen Hermosa como Charlie Sibal.
- EJ Jallorina como Ploniong.
- Ina Feleo como Nina.
- Irene Pheobe Arévalo como Farrah.
- Railey Valeroso como Paul Javier.
- Josh Ivan Morales como Mario.
- Cynthia Reyes como Nadia.
- Val Iglesias como Wilbert.
- Efren Reyes, Jr. como Guido.
- Tanya Gomez como Stella Cleofas Remulla.
- Archie Adamos como Eduardo Javier.
- Jong Cuenco como Nikos.

### Elenco de invitados
- Mika Dela Cruz como Ella (joven).
- Paul Salas como Miguel (joven).
- Angel Sy como Denise (joven).
- Nash Aguas como Red/Pip (joven).
- Xyriel Manabat como Nini.
- Chacha Cañete como Bulilit.
- Eda Nolan como Mara Cortez.
- Erika Padilla como Janelle Paez.
- Zeppi Borromeo como Efren Villegas.
- Joey Paras como Manolo Meloto.
- Joem Bascon como Ryan Fernandez.
- Cherry Lou como Patty Ancheta.
- Leandro Baldemor como Mayong Ancheta.
- Joyce So como Mika Tantingco.
- Jazz Angela Cabaccang como Irene.
- Amy Nobleza como Melissa "Kikay" dela Cruz.
- Amante Pulido como Ricardo "Kadyo" dela Cruz.
- Edwin Pamanian como Rafael Acuyong.
- Buddy Palad como Ernesto Trinidad.

## Emisión internacional
- Caracol Televisión (2017) como Corazones cruzados
- TC Televisión (2020) como Corazones cruzados